# 5052 Nancyruth
5052 Nancyruth eller 1984 UT3 är en asteroid i huvudbältet som upptäcktes den 23 oktober 1984 av det amerikanska astronom paret Eugene M. och Carolyn S. Shoemaker vid Palomar-observatoriet. Den är uppkallad efter Nancy R. Lebofsky.
Asteroiden har en diameter på ungefär 4 kilometer och den tillhör asteroidgruppen Flora.